# Свифт, Майкл
Майкл Свифт (англ. Michael Swift; 26 марта 1987, Питерборо, Канада) — канадский и южнокорейский профессиональный хоккеист. Нападающий клуба азиатской хоккейной лиги «Хай1» и сборной Южной Кореи по хоккею с шайбой.

## Биография
Майкл Свифт родился в 1987 году в канадском городе Питерборо. Воспитанник хоккейного клуба «Питерборо Биз». В сезоне 2003/04 дебютировал в хоккейной лиге Онтарио за «Миссиссога АйсДогз». Провёл 4 сезона за клуб. С сезона 2006/07 — капитан клуба. В сезоне 2007/08 провёл несколько матчей в канадской хоккейной лиге за «Ларедо Бакс». Затем вернулся в клуб, сменивший за это время город и название — команда стала называться теперь «Ниагара АйсДогз». 19 апреля 2008 года подписал контракт новичка с клубом «Нью-Джерси Девилз».
В сезоне 2008/09 дебютировал в американской лиге за «Лоуэлл Девилз». В 52 матчах забил 12 шайб и 15 раз отдал голевые пасы своим соклубникам. В сезоне 2009/10 продолжил выступление в лиге, за 76 матчей регулярного сезона отметился 24 шайбами и 31 голевыми передачами. В плей-офф также сыграл 4 матча и отдал 1 голевой пас.
В 2010 году «Лоуэлл Девилз» переехал в Олбани. За клуб Майкл провёл 48 игр, забил 16 голов и отдал 12 голевых пасов. В конце сезона перешёл в «Вустер Шаркс», где сыграл 18 матчей, забил шайбу и сделал 6 голевых пасов.
4 августа 2011 года подписал контракт с клубом азиатской лиги «Хай1». В сезоне 2011/12 отыграл 36 матчей, забил 44 гола и отдал 46 голевых пасов. В сезоне 2012/13 за 40 матчей забросил 39 шайб и 58 раз ассистировал своим партнёрам при взятии ворот соперника. Во время сезона 2013/14 выступал в качестве вице-капитана команды. В регулярном сезоне в 41 матче забил 37 голов и 30 голевых передач, в плей-офф в 3 матчах набрал ещё 2 очка за голевые пасы. 21 января получил гражданство Южной Кореи. Принял решение выступать за сборную Южной Кореи и в первом дивизионе чемпионата мира 2014 года в 5 матчах набрал 3 очка.
В сезоне 2014/15 за «Хай1» в регулярном сезоне в 48 матчах забил 34 гола и отдал 46 голевых пасов, в плей-офф за 6 игр набрал ещё 5 очков в свой актив. За южнокорейскую команду на первенстве планеты за 5 матчей забросил 5 шайб и отметился 4 голевыми пасами. В следующем сезоне в азиатской лиге в 48 играх забил 31 гол и 39 раз отличился передачами при взятии ворот. В первом дивизионе чемпионата мира сыграл 5 матчей и забросил 5 шайб, став лучшим бомбардиром турнира.